# Harry Bengtsson
Pour les articles homonymes, voir Bengtsson.
Harry Bengtsson est un ancien pilote de rallyes suédois.
Sa carrière automobile s'étala de 1955 à 1963.

## Palmarès
- 1956: vainqueur du Rallye de Suède, sur Volkswagen 1200 (copilote Åke Righard) ;
- 1956: vainqueur du Rallye du Soleil de Minuit, sur Volkswagen 1200 (copilote Åke Righard) ;
  - 1957: 2e du rallye des 1000 lacs, sur Volkswagen 1200 (copilote Åke Righard) ;
  - 1959: 3e du rallye des 1000 lacs, sur Volkswagen 1200 (copilote Åke Righard) ;
  - 1958: 5e du rallye des tulipes, sur Porsche 1600S (copilote S.Lindstrom) ;
  - 1960: 5e du rallye des 1000 lacs, sur Volkswagen 1200 (copilote Åke Righard) ;
  - 1958: 6e du rallye des 1000 lacs, sur Volkswagen 1200 (copilote Åke Righard) ;
  - 1960: 5e du rallye des 1000 lacs, sur Volkswagen 1200 (copilote Åke Righard) ;
  - 1961: 7e du Hankirally, sur Volkswagen 1200 (copilote Mauri Laakso) ;
  - 1961: 8e du rallye des 1000 lacs, sur Volkswagen 1200 (copilote Hans Walter) ;
  - 1962: 10e du rallye des 1000 lacs, sur Porsche (copilote Rolf Dahlgren) ;
  - 1963: 21e du rallye des 1000 lacs, sur Volkswagen 1200 (copilote Charles Lindholm).